# Orahovo (gmina Podgorica)
Orahovo (cyr. Орахово) – wieś w Czarnogórze, w gminie Podgorica. W 2011 roku liczyła 80 mieszkańców.